# Adeliza z Lowanium
Adeliza z Lowanium (ur. 1103–1106, zm. 24 marca 1151) – księżniczka dolnolotaryńska z dynastii lowańskiej, królowa Anglii w latach 1121–1135 jako druga żona Henryka I.
Córka Gotfryda Brodatego, księcia Dolnej Lotaryngii i hrabiego Lowanium, pochodząca z jego pierwszego małżeństwa z Idą. Po śmierci Henryka I, z którym nie doczekała się potomstwa, poślubiła Wilhelma de Albini, hrabiego Lincoln, późniejszego hrabiego Arundel, z którym miała ośmioro lub siedmioro dzieci.